# Ora non ricordo il nome
Ora non ricordo il nome è un film documentario del 2016 diretto da Michele Coppini e interpretato dallo stesso Coppini insieme a Stefano Martinelli. Il film è un omaggio alla figura del caratterista nel cinema italiano.

## Trama
Due trentenni lavorano in una videoteca. Un giorno, a Michele viene in mente di girare un documentario sui caratteristi del cinema italiano. Stefano, controvoglia, lo asseconda e insieme iniziano una sorta di viaggio dantesco alla ricerca di caratteristi da intervistare. Michele e Stefano raccolgono le testimonianze di diversi attori: Paola Tiziana Cruciani, Stefano Ambrogi, Franco Pistoni, Isa Gallinelli, Sandro Ghiani, Sergio Forconi, Camillo Milli, Luciano Casaredi, Raffaele Vannoli, Pietro Fornaciari e il critico cinematografico Marco Giusti (anche autore e conduttore di Stracult)

## Produzione
Il film è prodotto dalla casa di produzione indipendente fiorentina Officine Papavero, in collaborazione con Cribari Film e il contributo di Mamalù Bistrot e Azienda Agricola Torre Bianca.

## Distribuzione
Dopo una breve distribuzione alternativa in sala, è stato acquistato da CG Entertainment per essere distribuito nel mercato home video italiano.